# Sherpahöna
Sherpahöna (Lerwa lerwa) är en bergslevande asiatisk fågel i familjen fasanfåglar inom ordningen hönsfåglar.

## Utseende
Sherpahönan är en 30-40 cm lång hönsfågel som på håll verkar mycket mörk. Ovansidan är fint marmorerad i mörkbrunt och vitt, medan undersidan är brett längsstreckade i kastanjebrunt. Ben och näbb är röda.

## Läte
Lätet är en upprepad, låg vissling.

## Utbredning och systematik
Sherpahönan placeras som enda art i släktet Lerwa. Fågeln förekommer i Himalaya från östra Afghanistan till södra Tibet och sydvästra Kina. Den behandlas antingen som monotypisk

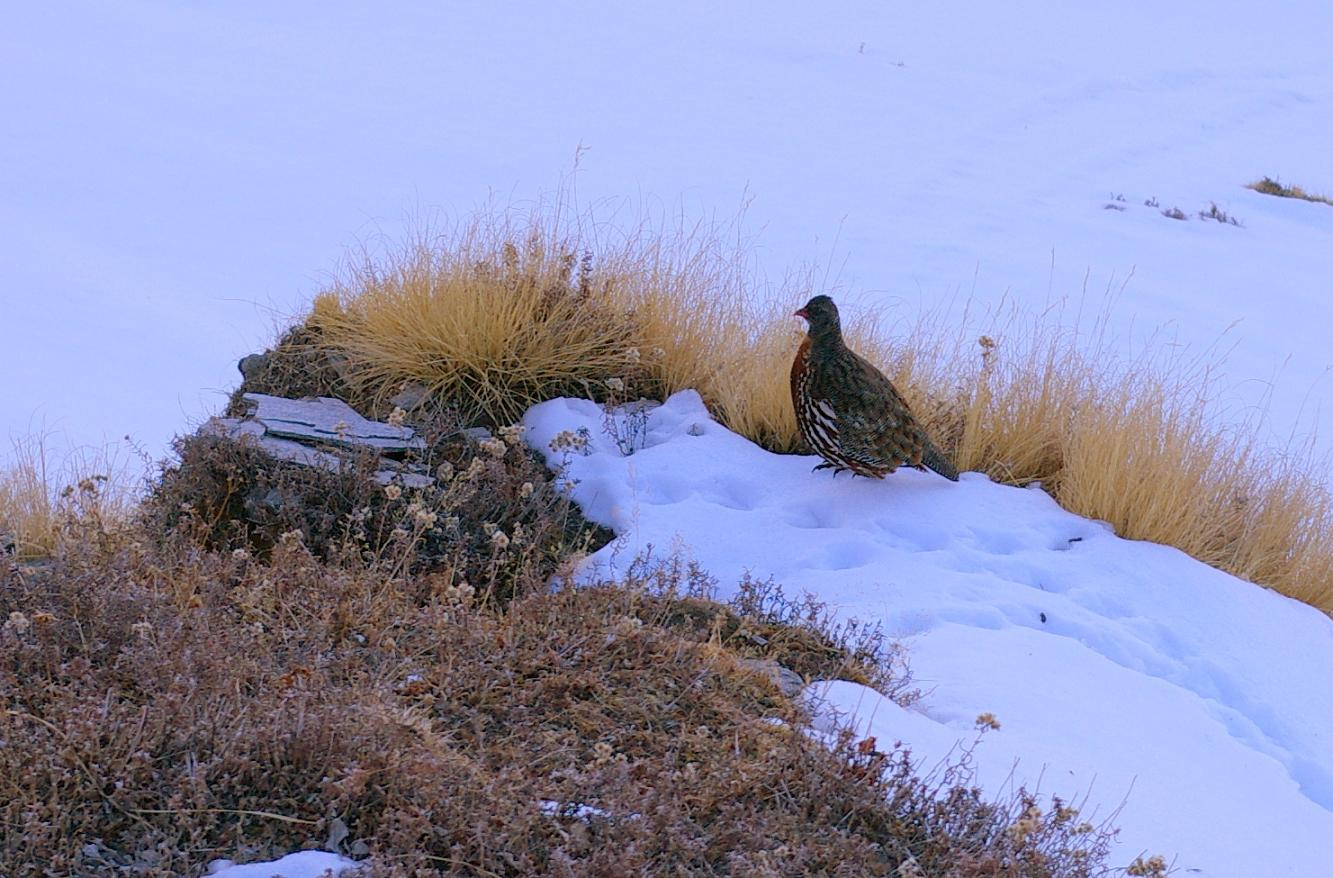

## Levnadssätt
Sherpahönan hittas i höglänta bergstrakter, på huvudsakligen mellan 3000 och 5000 meters höjd, endast sällsynt nedan 2000 meter. Arten förekommer ovan trädgräsen, men inte i lika stenig och vegetationsfattig miljö som snöhöns. Snarare ses den på alpängar och öppna grässluttningar med lavar, mossa, ormbunkar och rhododendron. Fågeln hittas i smågrupper med sex till åtta men upp till 30 individer utanför häckningstid. När den skräms upp flyger de ofta upp innan de sprider sig med ljudliga vingslag. Mitt på dagen har den benägenheten att sola sig på en bar klippyta. Den tros leva av mossor, lavar, bär och växtskott.

### Häckning
Fågeln häckar mellan maj och juli. Boet är en uppskrapad grop på en sluttning under skyddande klippblock eller gömd av vegetation. Däri lägger honan tre till fem blekgula och något glansiga ägg med rödbruna fläckar vid runda änden. Honan ruvar medan hanen står vakt.

## Status och hot
Arten har ett stort utbredningsområde och en stor population, men tros minska i antal, dock inte tillräckligt kraftigt för att den ska betraktas som hotad. Internationella naturvårdsunionen IUCN kategoriserar därför arten som livskraftig (LC).

## Namn
Fågelns vetenskapliga art- och släktesnamn Lerwa är namnet på arten på sikkimesiska.